# Campo Marzio

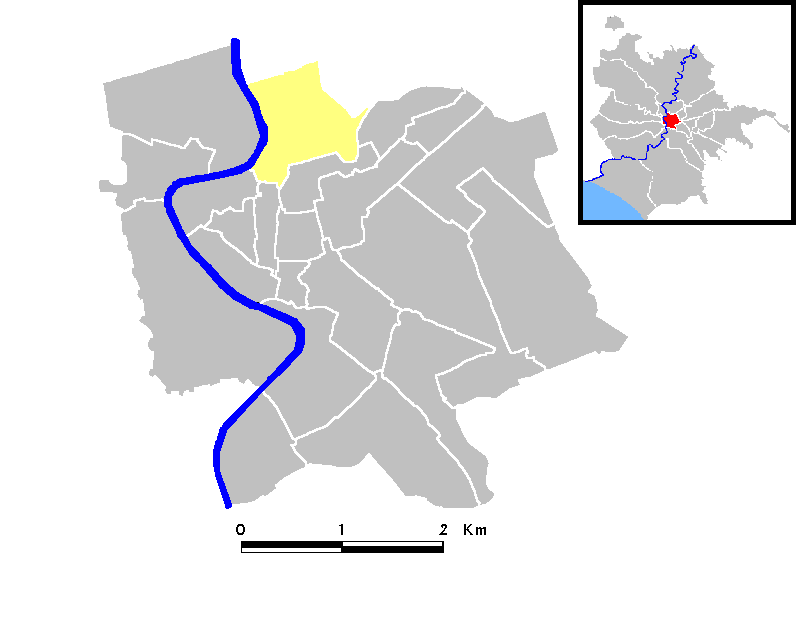
Campo Marzio

Znak Campo Marzio

Campo Marzio (Martovo pole) je IV. městská část Říma. Zabírá severní část území Campa Martia od Španělských schodů k Piazza del Popolo.

## Historie
V antice leželo území mimo hranice města a bylo zde postaveno mnoho veřejných budov. Od středověku patří k nejhustěji obydleným částem Říma.

## Znak
Znak rione tvoří stříbrný měsíc na modrém pozadí.